# Tomasz Grodecki (scenarzysta)
Tomasz Grodecki – polski scenarzysta komiksowy, dziennikarz, prawnik. Autor nominowanej do Nagrody „Nowej Fantastyki" w kategorii Polski Komiks Roku serii Ćma. Jego dzieła wyróżniają intertekstualność oraz liczne nawiązania do filozofii, literatury, kultury i historii. Nazywany jest naczelnym dandysem polskiego komiksu. Interesuje się cosplayem.
Wystąpił na  Pyrkonie, Międzynarodowym Festiwalu Komiksu i Gier w Łodzi, Festiwalu Komiksowa Warszawa, Festiwalu Starfest i Warszawskich Targach Fantastyki.